# Valnød-slægten
Valnød (Juglans) er en planteslægt, der er udbredt i Europa, Asien og Nord- og Sydamerika. Det er en slægt af større og mindre, løvfældende træer. Slægten kendes på de duftende blade, de store, spiselige nødder og de kegleformede hanrakler. Her omtales kun de arter, der dyrkes i Danmark.
| Beskrevne arter |

- Grå valnød (Juglans cinerea)
- Sort valnød (Juglans nigra)
- Valnød (Juglans regia)

| Andre arter |

| - Juglans ailantifolia - Juglans australis - Juglans boliviana - Juglans californica - Juglans cathayensis - Juglans hindsii - Juglans hirsuta - Juglans jamaicensis - Juglans major - Juglans mandshurica | - Juglans microcarpa - Juglans mollis - Juglans neotropica - Juglans olanchana - Juglans pyriformis - Juglans sigillata - Juglans soratensis - Juglans steyermarkii - Juglans venezuelensis |